# 林肯营
林肯营（英語：Lincoln Battalion）是国际纵队第十五旅的第17营（后为第58营），是国际旅的一个混合旅，也被称为亚伯拉罕林肯旅。它由共产国际组织，以在美国内战期间领导美国的亚伯拉罕·林肯总统的名字命名。
林肯营由一群来自美国的志愿者组成，他们曾在西班牙内战中担任士兵、技术人员、医务人员和飞行员，为西班牙共和军与纳粹支持的弗朗西斯科·佛朗哥将军及其民族主义势力作战。林肯营在平等的基础上整合了白人和黑人志愿者。在来自美国的大约3,015名志愿者中，有681人阵亡或死于伤病。

## 历史

### 建立

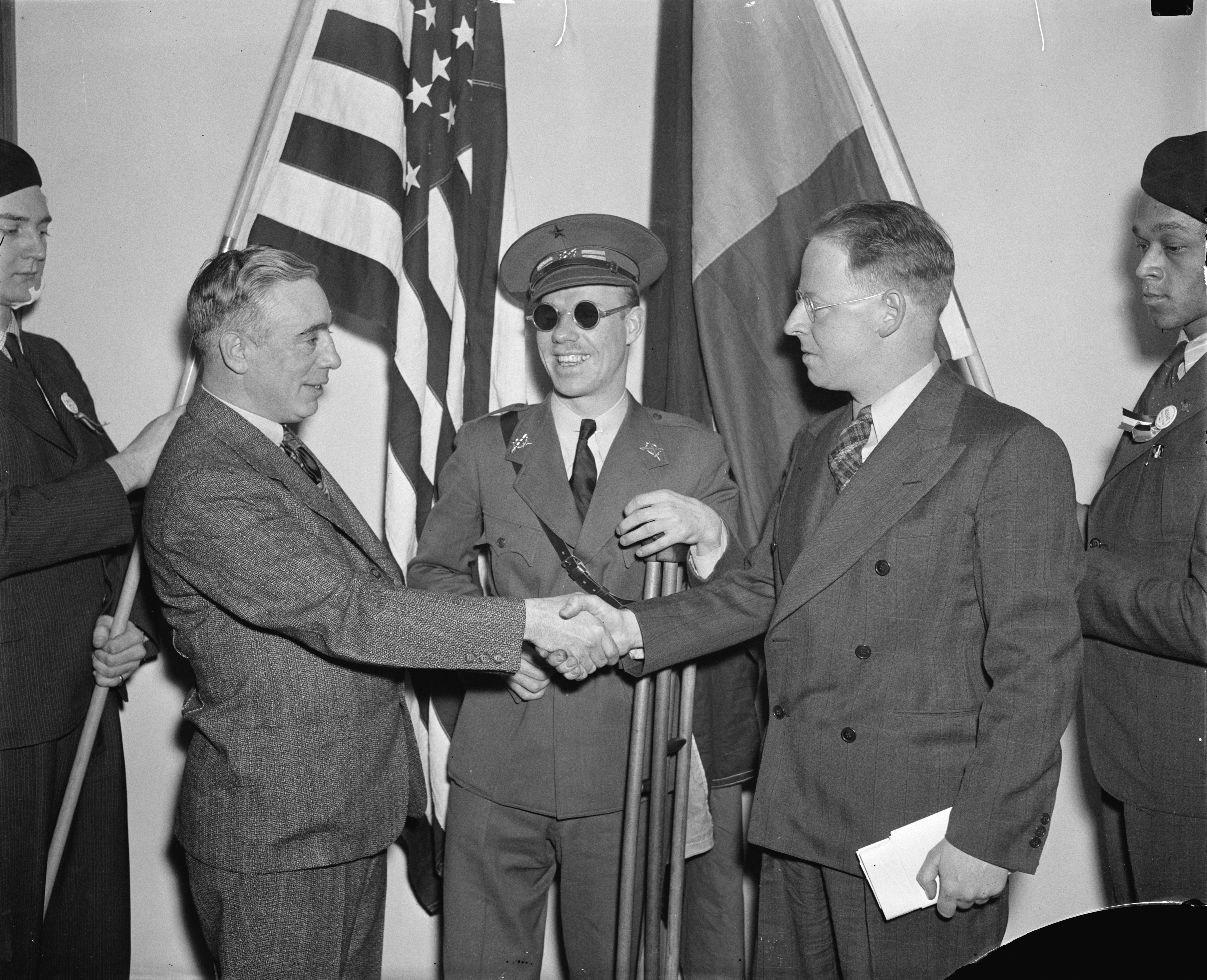
摄于华盛顿特区，1938年2月12日。亚伯拉罕林肯旅退伍军人第一次全国会议。从左到右：美国纺织工人联合会主席 Francis J. Gorman、中尉Robert Raven，在西班牙受伤并失明、指挥官Paul Burns。

西班牙内战从1936年7月17日持续到 1939年4月1日。战争双方分别是忠于西班牙共和国的共和党人和由弗朗西斯科·佛朗哥将军领导的民族主义者。
7月26日，即起义开始仅八天后，一次国际共产主义会议在布拉格举行，以制定帮助共和政府的计划。此次会议决定建立一支 5,000 人的国际旅并筹集十亿法郎。与此同时，世界各地的共产党迅速并全面的发起了一场支持人民阵线的宣传运动。共产国际立即加强了该活动并派遣其领导人格奥尔基·季米特洛夫和意大利共产党领导人帕尔米罗·陶里亚蒂前往西班牙。  从 8 月开始，每天都有至少一艘船运载弹药、步枪、机关枪、手榴弹、大炮和卡车作为援助从苏联抵达西班牙的地中海港口。随着货物而来的还有苏联特工、技术人员、教官和宣传员。 
共产国际立即开始组织国际纵队，按照人民阵线的思路，非常谨慎地减少或掩盖该组织的共产主义性质，并明确表示该运动是代表进步民主的。为了与人民阵线的宣传保持一致，美国人将他们的部队命名为亚伯拉罕-林肯营、乔治-华盛顿营和约翰-布朗营。其他国家则使用了类似意大利纵队的 "加里波第 "等名称。125名美国男女还在美国医疗局担任护士、医生、技术人员和救护车司机。

### 1937
西班牙第二共和国政府为了寻求援助来打击武装叛乱，在世界范围内寻找志愿军。美国志愿军于 1937 年抵达西班牙。 1937 年 1 月，来自美国的共产主义支持者以亚伯拉罕·林肯的名字作为第十五国际旅的一部分组建了林肯营。林肯营最初部署了三个连，两个步兵和一挺机枪。来自拉丁美洲和爱尔兰的志愿者，分别被组织为 Centuria Guttieras 和Connolly Column 。经过不到两个月的训练，林肯营于1937 年 2 月投入战斗。许多志愿者回忆那次训练时说：“他们给了我一把枪、100 颗子弹，然后派我去战斗。” 
国际纵队通常作为突击部队部署，因此伤亡惨重。到内战结束时，林肯营已经损失了 22.5% 的兵力。 
林肯营在哈拉马战役中损失惨重。1937年2月27日，该部队在对国民党阵地的徒劳攻击中损失了三分之二的兵力，指挥官罗伯特-希尔-梅里曼（Robert Hale Merriman）受了重伤。梅里曼曾请求弗拉基米尔-乔皮奇（Vladimir Ćopić）中校（被描述为 "相当无能"）不要发起攻击，因为他害怕被屠杀。但乔皮奇坚持要发动攻击，并承诺提供空中和装甲支援，但这些支援并未到来。梅里曼几乎立即受伤，该营遭受136人死亡。
该营一直持续在战斗中，并在保持其前线阵地的同时慢慢重建。该部队最终被拉出战线，在布鲁内特（Brunete）攻势前进行了短暂的休整。

### 1938-1939

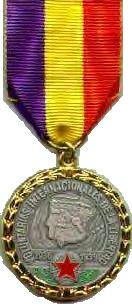
授予国际纵队的西班牙内战勋章

## 相关
- 西班牙内战歌曲 Vol. 2: 林肯旅之歌( Folkways ) (1962)
- 林肯和国际旅之歌（斯廷森）（1962）